# N2O: Nitrous Oxide
N2O: Nitrous Oxide (или N2O) — видеоигра в жанре туннельного шутера, разработанная компанией Gremlin Interactive в 1998 году эксклюзивно для игровой консоли Sony PlayStation. Особенностью игры является саундтрек, состоящий из электронных композиций популярной американской группы The Crystal Method. Он активно использовался как средство продвижения игры. Музыка хранится на компакт-диске в формате Audio CD и может воспроизводиться любым проигрывателем компакт-дисков.

## Сюжет
В далёком будущем на Нептуне силы зла готовятся к вторжению на Землю. Их технологии с помощью туннеля, известного как Торус, позволяют производить генетически модифицированных насекомых-воинов для создания армии. Игрок противостоит силам зла, вступая в сражение прямо в Торусе. Оксид азота, заполняющий Торус, служит топливом для корабля игрока, но также создаёт подходящие условия для размножения армии мутантов.

## Игровой процесс
Игра представляет собой туннельный шутер. Игрок управляет космическим кораблём, перемещающимся по внутренней поверхности длинной трубы. Он должен уничтожать противников-насекомых, а также собирать различные призы, улучшающие вооружение и использующие психоделическую тематику. По мере уничтожения противников скорость игры увеличивается. В игре более 30 уровней.

## Отзывы
В рецензиях отмечалось оформление игры и её плавный и бесшовый игровой процесс. В рецензии, опубликованной в газете New York Times в 1998 году, отмечалась похожесть оформления игры на концерты Crystal Method и предполагалось, что полное впечатление от игры может быть получено при игре в полной темноте с максимальной громкостью звука. В той же рецензии предполагалось, что игра не была выпущена на домашних компьютерах по причине превосходства акустических систем телевизоров (особенно в случае подключения к домашнему кинотеатру) перед распространёнными акустическими системами, использовавшимися с компьютерами в то время.

## Саундтрек
Саундтрек игры в основном состоит из композиций с первого альбома Vegas группы The Crystal Method.
1. Busy Child
2. Keep Hope Alive
3. Vapor Trail
4. She's My Pusher
5. Cherry Twist
6. Trip Like I Do
7. Busy Child - Uberzone Mix
8. Now Is The Time - Industrial Cloud Mix
9. Keep Hope Alive - AK1200 Mix
10. Comin' Back - Front BC's Comin' Twice Remix